# Parco Querini

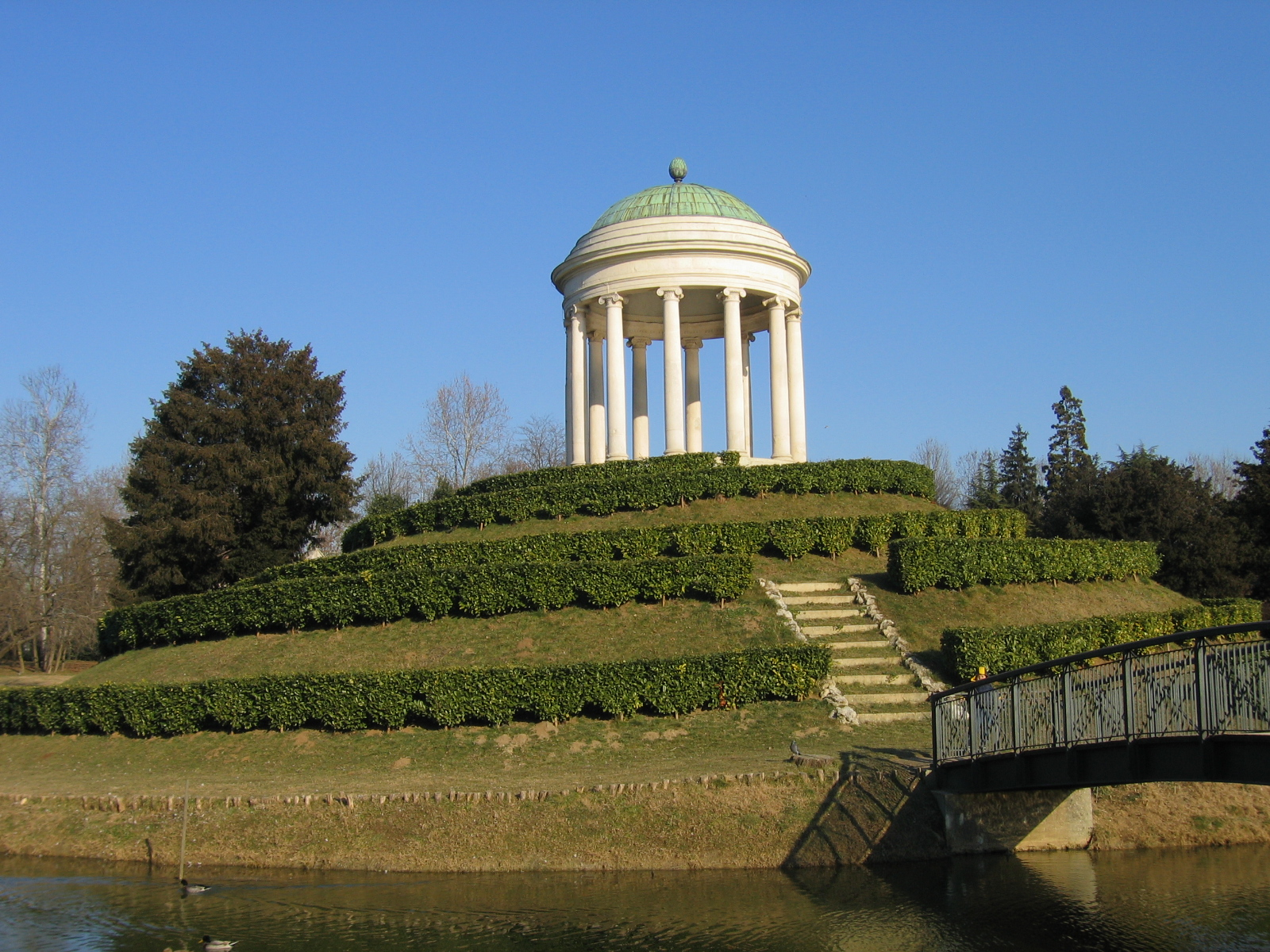
Parco Querini: il tempietto monoptero sull'isola

Parco Querini è uno dei principali polmoni verdi della città di Vicenza. Situato in centro storico, è caratterizzato da vaste estensioni a prati, delimitate da un esteso boschetto ricco di piante ed ha un'estensione di circa 12 ettari.

## Descrizione

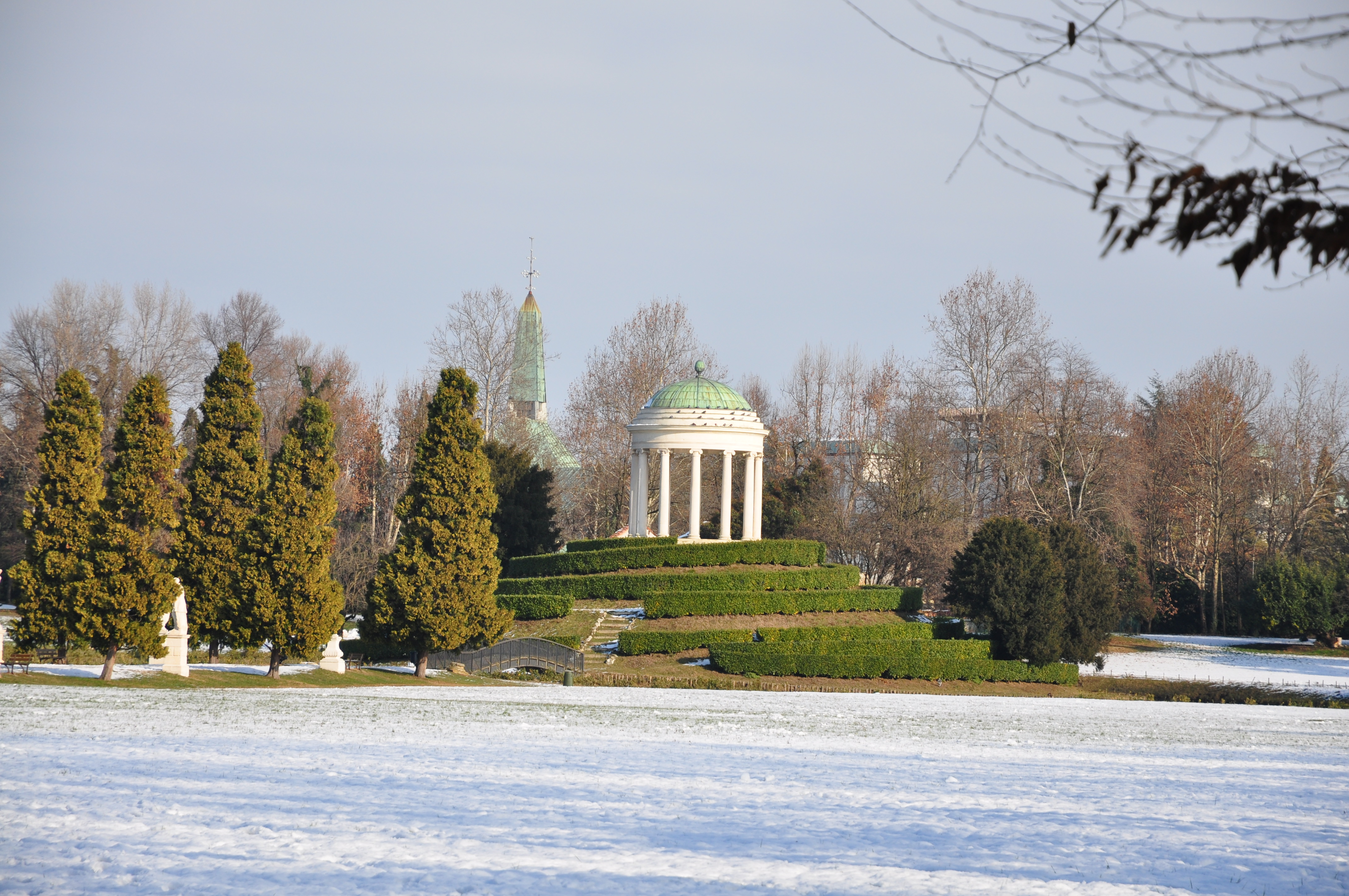
Vista del parco con la neve (gennaio 2009).

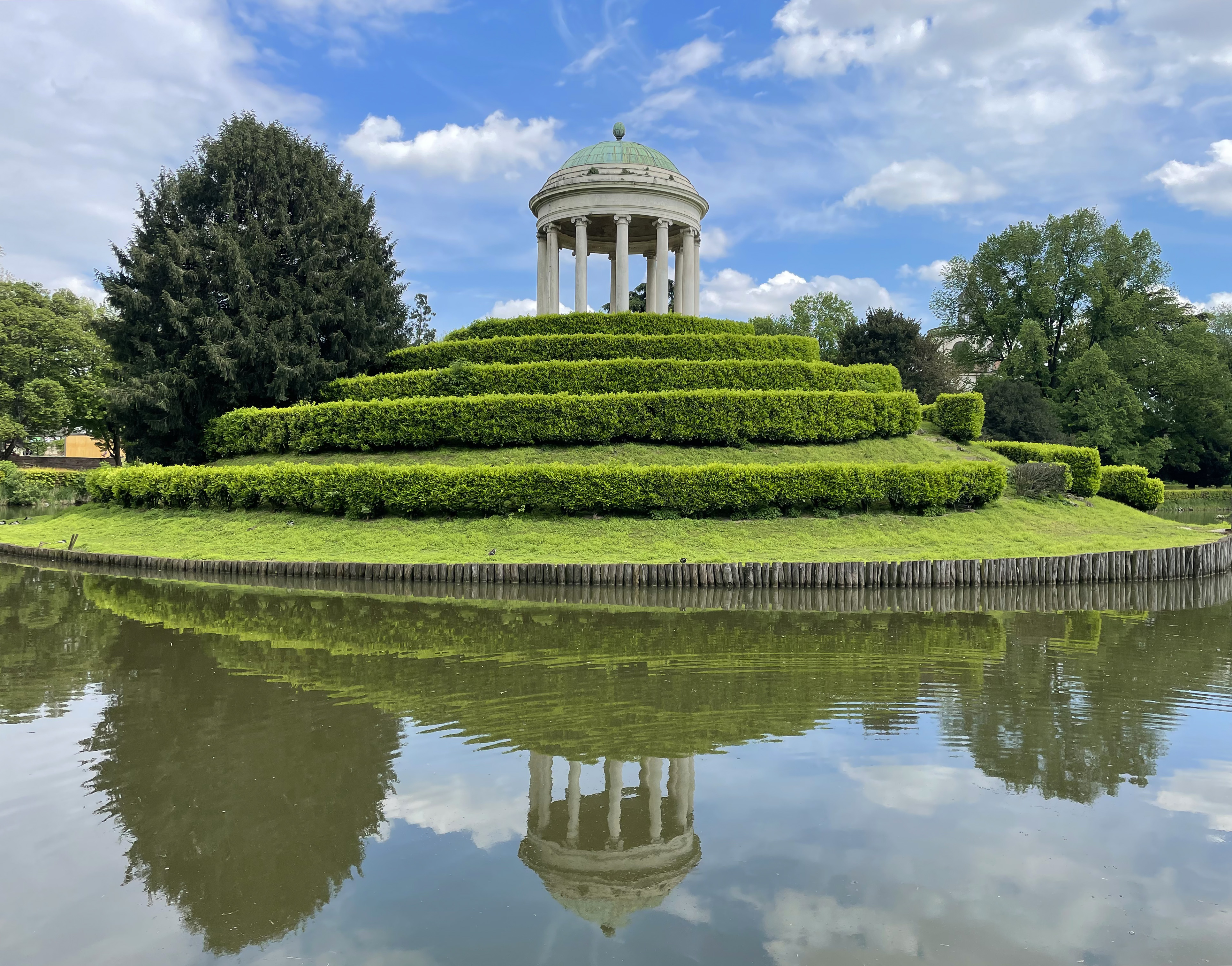
Il tempietto si specchia nello stagno posto all'interno del parco Querini

Parco Querini si colloca nel settore nord-orientale del centro storico, circondato per due lati dalle sponde del fiume Bacchiglione e dal suo affluente Astichello, e per il terzo lato dalla linea delle mura veneziane, lungo l'odierno viale Rodolfi. Dal retro di palazzo Querini si diparte un maestoso viale alberato che, fiancheggiato da statue di soggetto classico, percorre longitudinalmente il parco, fino a giungere allo stagno che circonda un isolotto (non accessibile al pubblico nonostante il ponte pedonale), sormontato da un tempietto.
Il tempietto monoptero, costruito in stile classico da Antonio Piovene nel 1820, presenta colonne ioniche a sorreggere la cupola. Alla base del tempietto recenti lavori di risistemazione hanno messo in luce un'antica ghiacciaia (non accessibile in quanto ancora ingombra di detriti all'interno), che veniva utilizzata per conservare il ghiaccio che si formava d'inverno nello stagno, per rinfrescare cibi e bevande nella bella stagione. Dietro lo stagno, dal lato opposto del parco rispetto a palazzo Querini, sono collocate le rovine delle serre e voliere e l'abside della chiesa di Santa Maria in Araceli.
Vi si accede da quattro ingressi: dall'ingresso "Rodolfi" (in viale Rodolfi, vicino all'ospedale San Bortolo), da una recente passerella pedonale che lo collega direttamente all'ospedale, dall'ingresso "Araceli" (in viale Rumor, vicino alla chiesa dell'Araceli) e dal piccolo ingresso "Porta Papa" (sempre in viale Rumor, così chiamata perché vi è posta una targa che ricorda la messa celebrata nel parco da papa Giovanni Paolo II, durante la sua visita pastorale alla città nel settembre del 1991). L'originario ingresso da palazzo Querini (che ospita una sede della provincia di Vicenza) è chiuso, così come il primo tratto del viale compromettendo l'integrità storica del parco e, in parte, la continuità visiva.
Il parco è meta giornaliera di persone di tutte le età e di praticanti del jogging e dello sport in generale (lungo parte del perimetro è installato infatti un percorso vita). Durante l'estate vengono svolte manifestazioni sportive e musicali. Oltre che di specie vegetali, è ricco di fauna selvatica e domestica (conigli, anatre, galline e piccioni)

## Storia

### Cinquecento

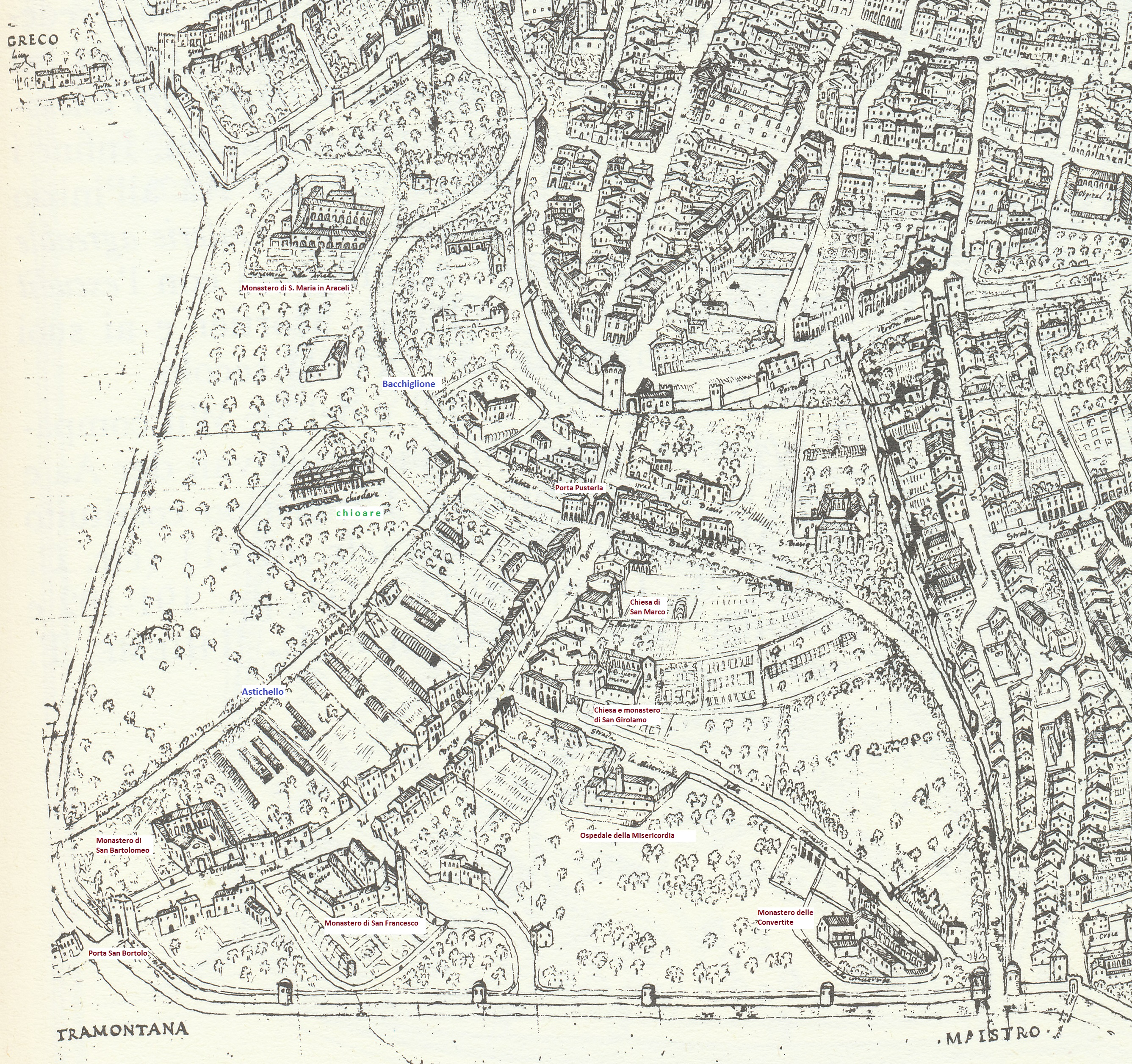
Borgo Pusterla nella Pianta Angelica del 1580

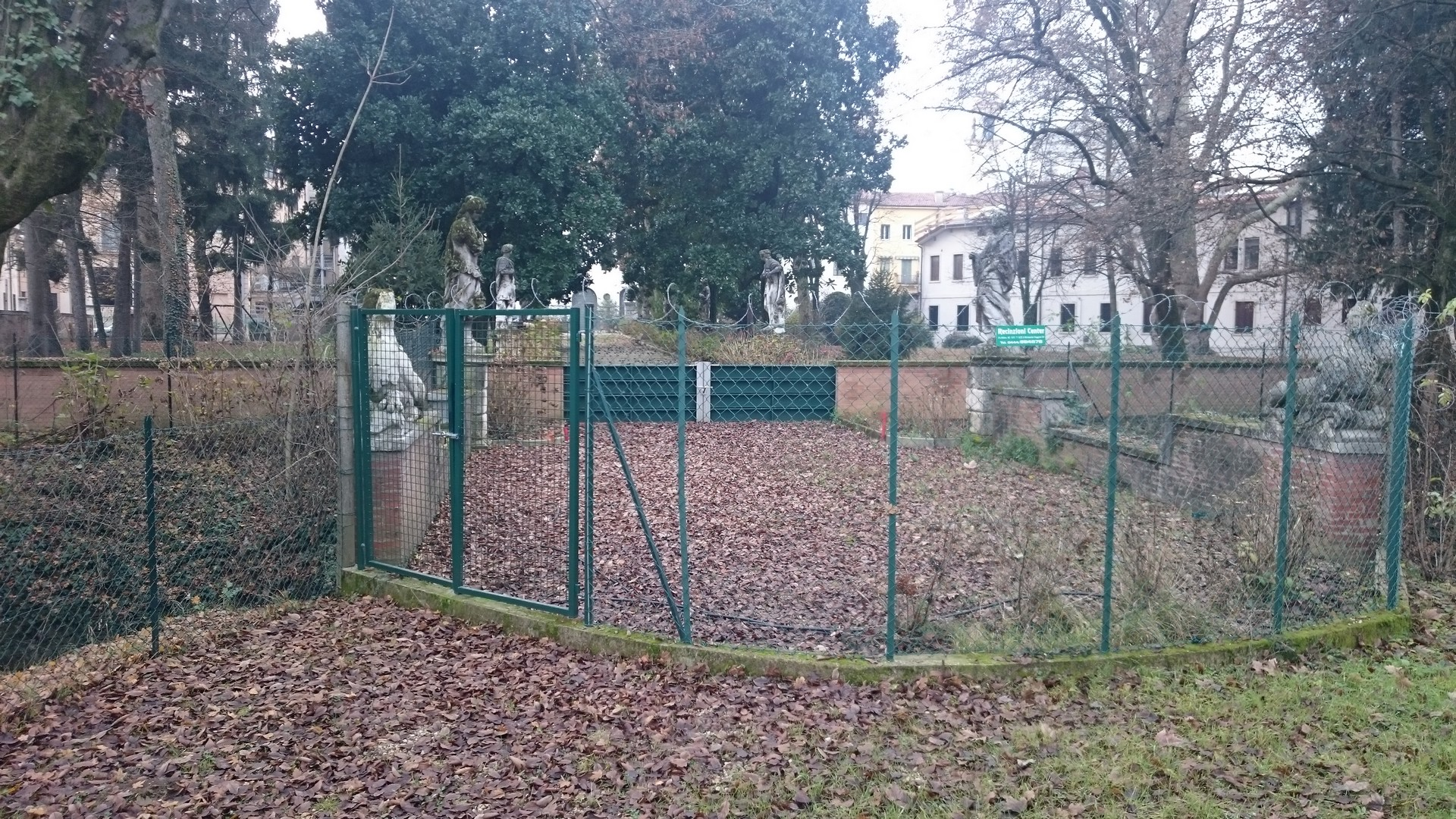
L'entrata originale, oggi chiusa

Il parco prende nome dal palazzo che si trova nelle immediate vicinanze - in contrà San Marco - una residenza nobiliare prima della famiglia Capra, poi acquistato dalla famiglia Querini.
Nei Libri d'Estimo del 1563-64 si legge che Antonio Capra possedeva una casa da villa da due campi circa una pezza de terra arativa et parte prativa et arativa …. Questo si vede nella "Pianta Angelica" del 1580, dove in quest'area sono disegnate piantagioni di gelsi - utilizzati in questo periodo per l'allevamento dei bachi da seta - e un fabbricato, detto delle chiodare, in cui venivano prodotti i chiodi, cioè gli arpioncini utilizzati per stendere i panni che venivano follati nelle acque dell'Astichello.

### Ottocento
La situazione non subì sostanziali mutamenti e il terreno rimase prevalentemente agricolo fino agli inizi dell'Ottocento: nella "Mappa d'Avviso" del Comune di Vicenza (1810) si riferisce che nell'area dei Capra vi erano prati piantà e vignà, prato con casello a uso di uccellanda, cordicella et orto, prato vaccino, boschetto con viali e piante esotiche … due corti con pozzo.
Dopo la morte di Silvio Capra, nel 1811 il figlio Antonio, notaio e assessore di Vicenza, acquistò dal Comune l'ex-monastero delle clarisse di Araceli e poco dopo, nel 1813 e nel 1828 acquistò un'altra decina di campi contigui.
Nella "Mappa Napoleonica" del 1813 il monastero è sparito e a suo posto sono indicati un brolo, un giardino, delle serre, segnale del fatto che il nuovo proprietario intendeva ampliare e abbellire il giardino e il parco. Nella "Carta di Vicenza del Crivellari" del 1821 appare un lungo viale che porta a una collinetta circolare sovrastata da un tempietto rotondo e circondata d'acqua, che poi fluisce in un canale che la scarica a sud nel Bacchiglione, fuori del muro di recinzione.
Dopo la morte di Antonio la proprietà passò a fratelli e parenti e nel 1860 venne acquistata da Ermengarda Amelia Dalle Ore, poi trasmessa in eredità ad Amelia Grimaldi e Giulia Rezzara.

### Novecento
Nel 1953 queste signore proposero un progetto edificatorio per costruire nell'area, che però venne respinto dalla Soprintendenza dei Beni Ambientali. In seguito all'approvazione del Piano Regolatore Generale, il Comune previde che l'area fosse destinata in parte a verde pubblico e in parte a zona di rispetto assoluto.
Nel 1962 il Comune accettò una nuova proposta delle proprietarie, che prevedeva la donazione di circa metà dell'area purché l'altra parte fosse resa edificabile; essa venne respinta dal Ministero dei Lavori Pubblici, che approvò poi una variante del piano comunale. Nel 1969 furono espropriati 9,5 ettari e due anni dopo aperti al pubblico come parco cittadino.
A quell'epoca la zona era in stato di quasi totale abbandono, con piante sofferenti e vegetazione infestante, vasi divelti e statue abbattute, il tempietto con la cupola in parte squarciata.

### Anni Duemila

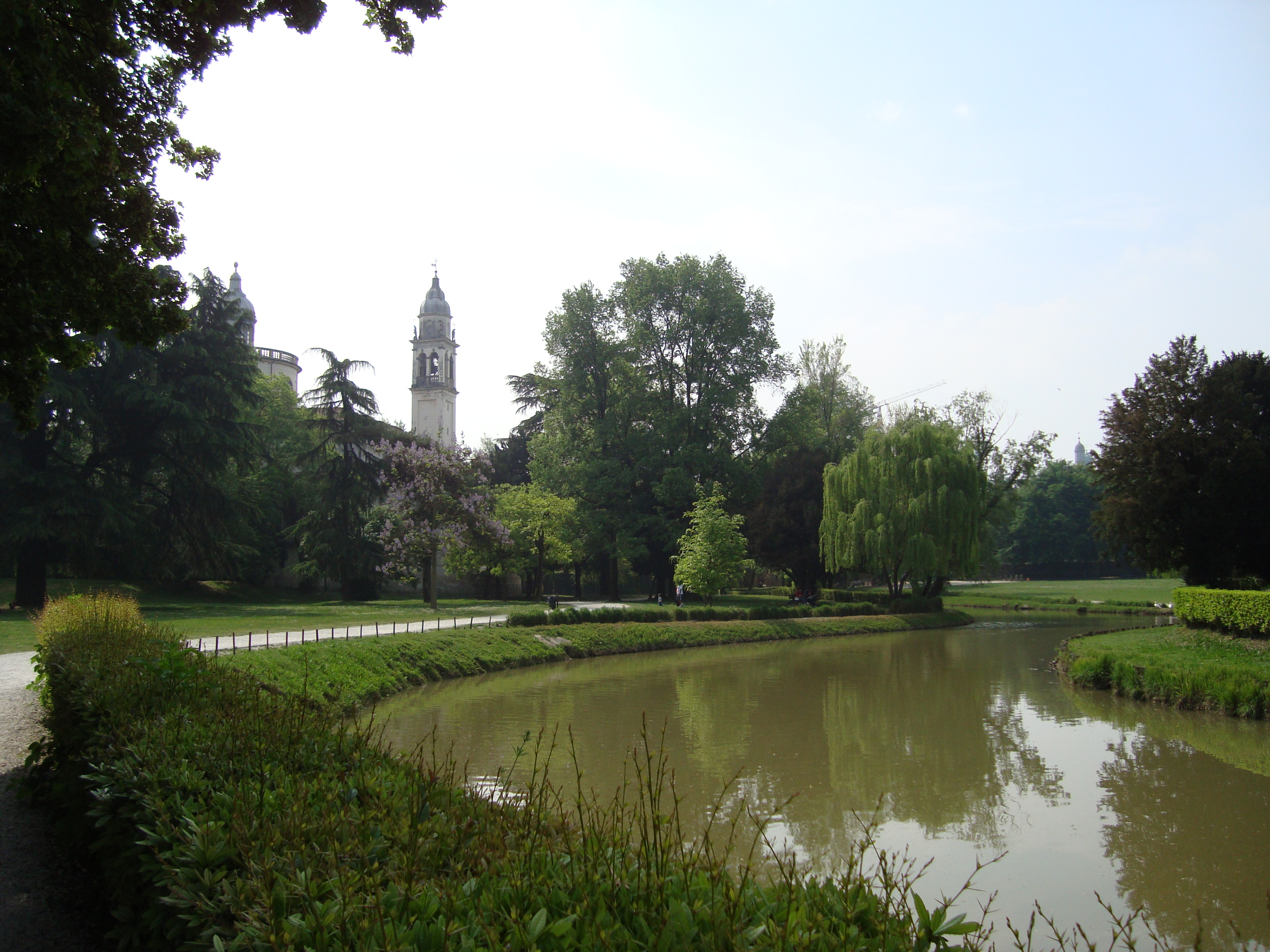
Scorcio del parco

Nel gennaio 2010 è stato inaugurato, in una parte del parco nei pressi dell'entrata Rodolfi, il "Parco delle scienze", sette attrazioni ludico-didattiche (l'albero delle visioni, il triangolo impossibile, i tubi comunicanti, l'organo di Pan, la batteria a mano, il caleidogiro e le carrucole) pensate per ragazzi dai 6 ai 14 anni, per la comprensione di fenomeni fisici, come la riflessione della luce, le vibrazioni, la frequenza dei suoni e le illusioni ottiche.
Parco Querini è diventato uno dei simboli dell'alluvione che ha colpito Vicenza nei primi giorni del novembre 2010. La pressione dell'acqua (che ha ristagnato per giorni trasformando il parco in un enorme stagno) ha danneggiato le recinzioni, il muro di cinta, numerose alberature, la peschiera, i servizi igienici e ha rovinato il fondo dei vialetti per un danno complessivo di 300 000 euro.
Il 3 febbraio 2011 l'area verde è stata in parte riconsegnata alla città, dopo un lungo lavoro di manutenzione. Nel corso dei mesi successivi è stata resa nuovamente agibile la zona del boschetto e l'ingresso Araceli (che era rimasto danneggiato dal crollo di parte della cancellata).
Nei primi giorni di maggio 2011 il parco è stato abbellito da 19 panchine d'artista, 18 delle quali realizzate da artisti e una dalle classi terze delle scuole medie del comprensivo 8, nell'ambito di un'iniziativa congiunta dell'associazione Amici dei Parchi di Vicenza e della Biblioteca Internazionale La Vigna.